# Sarcidano

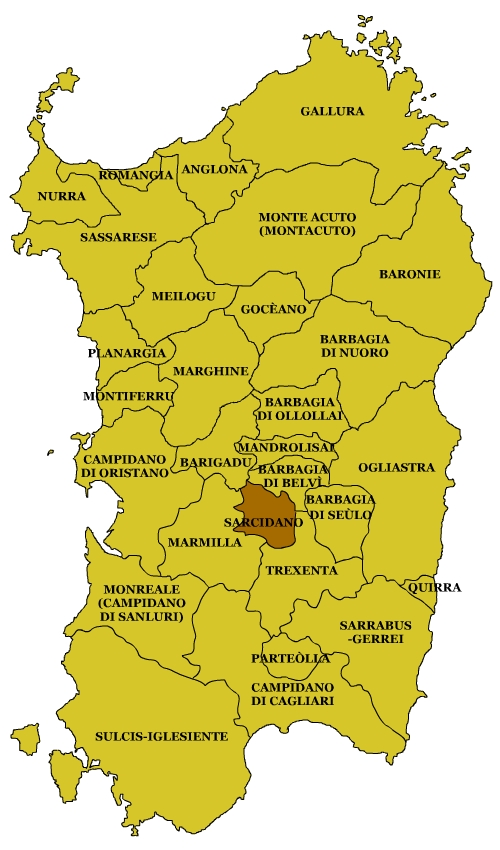
Subregión del Sarcidano resaltada.

El Sarcidano es una subregión histórica y un altiplano de la isla de Cerdeña, Italia. Se extiende entre la llanura del Campidano y las montañas de Barbagia. Limita con las subregiones de Barigadu, Marmilla, Trexenta y Barbagia di Belvì. En su interior alberga los lagos artificiales de los ríos Mulargia y Flumendosa.
La agropecuaria es la actividad económica principal, aunque la producción textil y la orfebrería también están bastante extendidas. La fabricación de cobre es destacada en el municipio de Isili, mientras que en otros, como Nurri o Orroli, se trabaja para la producción de bloques de piedras basálticas.
En el territorio existen multitud de evidencias prehistóricas, como el complejo nurágico de "Is Paras", en Isili.

## Municipios
- Genoni
- Nuragus
- Laconi
- Isili
- Nurri
- Villanova Tulo
- Orroli